# European Deterrence Initiative
European Deterrence Initiative (EDI), tidigare European Reassurance Initiative (ERI), är ett amerikanskt federalt program som ska förmildra och dämpa hotet från Ryssland och dess militär på den europeiska kontinenten med ökad amerikansk närvaro, främst i östeuropeiska Nato-länder.

## Historik
Det federala programmet föreslogs av USA:s 44:e president Barack Obama (D) i juni 2014 i Warszawa i Polen, cirka tre månader efter att Ryssland annekterade halvön Krim från Ukraina, med namnet European Reassurance Initiative (ERI) och med en startbudget på en miljard amerikanska dollar. År 2017 drev USA:s kongress igenom lagen U.S. National Defense Authorization Act och i denna så bestämdes det bland annat att ERI skulle byta till det nuvarande namnet och budgeten skulle fyrdubblas, från 789 miljoner dollar till 3,4 miljarder dollar. I september 2019 meddelade USA:s försvarsdepartement att 770 miljoner dollar skulle tas ut ur EDI för att delfinansiera murbygget utmed gränsen mellan Mexiko och USA. I december begärde USA:s kongress att försvarsdepartementet skulle ta fram en femårig budgetförslag istället för att göra budgetkrav för varje enskilt år. I februari 2020 föreslog USA:s 45:e president Donald Trump (R) att programmet skulle reduceras med 25% i syfte att sätta press på de europeiska länderna om att öka sina försvarsanslag istället för att lita på att bli försvarade av USA vid en potentiell rysk konfrontation.

## Budget
| European Reassurance Initiative - 2014: ▬ 1 miljard dollar - 2015: ▼ 985 miljoner dollar - 2016: ▼ 789 miljoner dollar | European Deterrence Initiative - 2017: ▬ 3,4 miljarder dollar - 2018: ▲ 4,8 miljarder dollar - 2019: ▲ 6,5 miljarder dollar - 2020: ▼ 5,9 miljarder dollar - 2021: ▼ 4,5 miljarder dollar - 2022: ▼ 3,8 miljarder dollar - 2023: ▲ 4,2 miljarder dollar (förslag) - 2024: ▼ 3,6 miljarder dollar - 2025: ▼ 2,9 miljarder dollar |